# Cantón de Lessay
El cantón de Lessay era una división administrativa francesa, que estaba situada en el departamento de Mancha y la región de Baja Normandía.

## Composición
El cantón estaba formado por doce comunas, más una fracción de otra comuna:
- Angoville-sur-Ay
- Anneville-sur-Mer
- Bretteville-sur-Ay
- Créances
- Geffosses
- Le Feuillie
- Laulne
- Lessay
- Millières
- Pirou
- Saint-Germain-sur-Ay
- Saint-Patrice-de-Claids
- Vesly (fracción)

## Supresión del cantón de Lessay
En aplicación del Decreto n.º 2014-246 de 25 de febrero de 2014, el cantón de Lessay fue suprimido el 22 de marzo de 2015 y sus 13 comunas pasaron a formar parte; once del nuevo cantón de Créances y dos del nuevo cantón de Agon-Coutainville.